# Maserati Tipo 26 M
La Maserati Tipo 26 M (pour monoposto en italien) est la treizième voiture de Grand Prix conçue par le constructeur automobile italien Maserati. Avant la 26 M, la Tipo 26/8C de 1926 avait évolué en 26 B, 26C/8C 2100 et 26 R ; basée sur cette dernière, la 26 M est conçue en 1930.
Une version sport est baptisée 26 M Sport. Il existe également une 26 M Grand Sport à deux places pour l'usage routier et une Sport Tipo 1000 Miglia, carrossée par Ugo Zagatto.

## Compétition
En 1930, la 26 M/8C 2500 remporte les Grands Prix de Rome (Luigi Arcangeli), de Monza (Achille Varzi devant Arcangeli) et de Saint-Sébastien (Varzi devant Aymo Maggi) ainsi que les Coppas Ciano et Acerbo.
Ces succès sont mis à mal dès 1931 par les Alfa Romeo Monza et autres Bugatti Type 51. L'adoption d'un carburateur Weber apporte un second souffle : sous la dénomination 26 M/8C 2300, elle remporte le Grand Prix de Monza grâce à Luigi Fagioli et le Montain Championship grâce à Henry Birkin.
Ses dernières victoires sont au crédit de Whitney Straight (Mountain Championship 1933) pour la 26 M et de Rupert Featherstonhaugh (Grand Prix d'Albi 1934) pour la 8C.